# Esfingomielina fosfodiesterasa
La esfingomielina fosfodiesterasa (o esfingomielinasa) es una enzima fosfodiesterasa (es decir, una enzima que cataliza la ruptura de los enlaces fosfodiéster) que actúa sobre la esfingomielina. El enzima se localiza en la célula periféricamente en la membrana plasmática.
Está clasificada bajo el número EC 3.1.4.12. Cataliza la reacción:
Esfingomielina + H2O {\displaystyle \rightleftharpoons } N-acilesfingosina + fosfato de colina

## Patología
Una deficiencia en este enzima se relaciona con la enfermedad de Niemann-Pick.

## Formas
Están descritas seis formas:
- SMPD1 (enlace roto disponible en Internet Archive; véase el historial, la primera versión y la última). - ácida
- SMPD2 (enlace roto disponible en Internet Archive; véase el historial, la primera versión y la última). - neutra
- SMPD3 (enlace roto disponible en Internet Archive; véase el historial, la primera versión y la última). - neutra
- SMPD4 (enlace roto disponible en Internet Archive; véase el historial, la primera versión y la última). - neutra
- SMPD13A (enlace roto disponible en Internet Archive; véase el historial, la primera versión y la última). - ácida
- SMPD3B (enlace roto disponible en Internet Archive; véase el historial, la primera versión y la última). - ácida

- Datos: Q413230